# Vasates quadripedes
Espèce
Vasates quadripedes, est un acarien responsable de galles sur des érables nord-américains : Acer saccharinum, Acer rubrum et Acer saccharum.